# Siogamaia morioria
Siogamaia morioria är en snäckart som beskrevs av Laws 1941. Siogamaia morioria ingår i släktet Siogamaia och familjen Pyramidellidae. Inga underarter finns listade i Catalogue of Life.